# Littérature copte

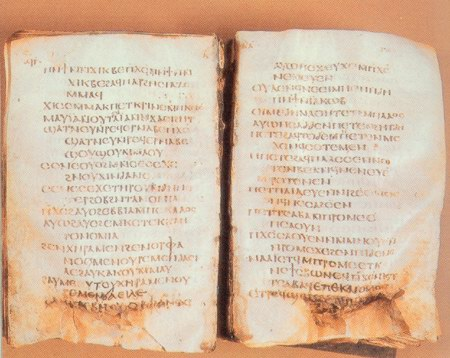
Le psautier de Mudil est découvert dans le cimetière copte d'Al-Mudil en Moyenne-Égypte en 1984. Il s'agit du plus ancien psautier complet en langue copte. Il est conservé au Musée copte du Caire.

La littérature copte désigne essentiellement le corpus de textes écrits en langue copte, surtout d'inspiration chrétienne.
La variété linguistique la plus utilisée pour ces textes coptes est le dialecte sahidique.

## Langue
Le mot « copte » est en réalité un nom générique s'appliquant à une série de dialectes, dont six sont devenus des langues écrites et littéraires : le sahidique, le bohaïrique, l'akhmimique, le subakhmimique (assioutique), le fayoumique et l’oxyrhynchite.

## Auteurs et œuvres
Les écrits d'Antoine le Grand (251 ? - 356 ?), Pacôme le Grand (292-348) et Chenouté (?-466) sont les exemples importants de cette littérature.
Athanase d'Alexandrie (296-373), figure majeure du christianisme antique, surnommé l'« Apostolique », le « Phare de l'Orient » et la « Colonne de la foi », écrivait en copte et en grec.